# اشغال سومالی بریتانیا توسط ایتالیا
اشغال سومالی بریتانیا توسط ایتالیا بخشی از عملیات آفریقای شرقی (۱۹۴۰–۱۹۴۱) در جنگ جهانی دوم بود که در اوت ۱۹۴۰ بین نیروهای ایتالیای فاشیستی و مستعمراتش از یک سو و بریتانیا و اتحادیه کشورهای مشترک‌المنافع و شبه‌نظامیان سومالیایی از سوی دیگر درگرفت. ایتالیا بر آن بود که این عملیات را با سرعت به پایان برساند ولی با ناهمواری سرزمین سومالی، آب‌وهوای بارانی، و مقاومت نیروهای بریتانیایی در این مستعمره مواجه شد.
در نبرد رود آرگان‏ (۱۱–۱۵ اوت) تعداد نیروهای ایتالیایی از بریتانیایی‌ها بیشتر بود و برتری تسلیحاتی توپخانه نیز داشتند و توانستند تپه‌های دفاعی سومالی را متصرف شوند. پس از شکست ضدحملهٔ بریتانیایی‌ها در تنگهٔ میرگو، فرمانده نیروهای سومالی بریتانیا آلفرد رآد گودوین-آستن که نیروهای اندکی داشت اجازهٔ عقب‌نشینی به سوی بربره را یافت.
در ۱۷ اوت ایتالیایی‌ها به تعقیب نیروهای بریتانیایی پرداختند، ولی پیشروی ایشان به علت باتلاقی شدن جاده‌ها کند بود و بریتانیایی‌ها توانستند نیروهای خود را تا بربره تخلیه کنند. با این حال این شکست در بریتانیا جنجالی برانگیخت و باعث شد رابطهٔ بین فرماندهٔ جبههٔ خاورمیانه آرچیبالد ویول (که مسئولیت نبردهای شرق آفریقا را نیز بر عهده داشت) و نخست‌وزیر بریتانیا وینستون چرچیل رو به تیرگی نهد، چرا که چرچیل عقیده داشت ویول سومالی را بدون مقاومت به ایتالیا تسلیم کرده است.
اشغال سومالی بریتانیا تنها عملیات موفق ایتالیا در جنگ جهانی دوم بود که بدون کمک آلمان نازی صورت گرفت.